# Jakob Fried
Jakob Fried (* 25. Juli 1885 in Eibesthal; † 18. Mai 1967 in Wien) war ein österreichischer römisch-katholischer Geistlicher und Autor.

## Leben
Jakob Fried wurde am 25. Juli 1885 als Sohn des Landwirts Jakob Fried (1853–1939) und dessen Ehefrau Katharina (geborene Schneider; 1855–1933) geboren und wuchs in einer Bauernfamilie an der Seite von sechs Geschwistern auf. Nach der Volksschule in seiner Heimatgemeinde Eibesthal und der Bürgerschule in Mistelbach besuchte er für ein Jahr das Gymnasium in Nikolsburg und in weiterer Folge das Erzbischöfliche Knabenseminar Hollabrunn. Im Juli 1905 maturierte er mit Auszeichnung, trat im Oktober 1905 in das erzbischöfliche Klerikerseminar ein und begann in Wien Theologie zu studieren. Während des Studiums kam er in Kontakt mit der KÖHV Amelungia, einer farbentragenden und nichtschlagenden Studentenverbindung und Mitglied des Österreichischen Cartellverbandes (ÖCV), deren Mitglied er am 6. Oktober 1908 wurde und bei der er den Couleurnamen Gerhart erhielt. Des Weiteren ist Fried ein Bandphilister der im Jahre 1900 gegründeten KÖStV Kürnberg, einer ebenfalls farbentragenden und nichtschlagenden Studentenverbindung innerhalb des ÖCV.
Nach dem Studium erhielt er 18. Juli 1909 die Priesterweihe sowie am 25. Juli 1909 die Primiz, und wurde als Kooperator und Volksbundgeschäftsführer in Sitzendorf tätig. Ab September 1914 war er Referent in der Zentralstelle des Katholischen Volksbundes in Wien und war gleichzeitig in Pfarre St. Elisabeth in Wien-Wieden in der Seelsorge tätig. Ab 1917 war er als Kooperator in der Pfarre Reindorf im damaligen 14. Wiener Gemeindebezirk Rudolfsheim (heute der westliche Teil des 15. Bezirks Rudolfsheim-Fünfhaus) aktiv. Des Weiteren übte er das Amt des Generaldirektors des Katholischen Volksbundes für Österreich aus und war Diözesanpräses der männlichen katholischen Jugendvereine. 1924 wurde er Kirchenrektor von St. Ruprecht und 1925 zum Domkurat von St. Stephan ernannt. 1926 wurde er zum Päpstlichen Geheimkämmerer ernannt, 1934 zum Päpstlichen Hausprälat. Ebenfalls im Jahre 1934 wurde er in das Domkapitel von St. Stephan berufen.
Fried betätigte sich in zahlreichen katholischen Vereinen und im katholischen Pressewesen: Er war 1918 Gründer des Reichsbunds der katholischen deutschen Jugend Österreichs und initiierte 1931 die Arbeitsgemeinschaft katholischer Jugendverbände. Ab 1915 war er Generaldirektor des Katholischen Volksbundes und nach dessen Vereinigung mit dem Piusverein Österreichs im Jahre 1919 von ebendiesem Jahr bis zu dessen Auflösung 1938 Generaldirektor des nunmehrigen Volksbunds der Katholiken Österreichs. Weiterhin blieb er Präses der katholischen Jugendvereine. Er war ein Hauptorganisator der Österreichischen Katholikentage 1923 und 1933. Ab 1922 war er Obmann des Pressvereins Herold, der die Reichspost herausgab und ab 1929 auch Das Kleine Volksblatt, das Fried mitbegründete. Darüber hinaus war er Verfasser zahlreicher Schriften und Broschüren.
Nach dem „Anschluss“ Österreichs an den NS-Staat wurde die Tätigkeit des Volksbundes zwangsweise eingestellt. Jakob Fried wurde zum Stadtdechanten für den ersten und zweiten Wiener Bezirk ernannt. Möglicherweise aufgrund seiner Gesprächskontakte mit Felix Slavik und Johann Müller (Gruppe Müller-Thanner) wurde er am 21. November 1939 von der Gestapo verhaftet. Zuerst im Gestapo-Gefängnis inhaftiert, wurde er im Februar 1940 in das Landgericht Wien überstellt und im Jänner 1941 in ein Gefängnis in Regensburg. Anfang Oktober 1943 erhielt er die Anklageschrift und im November 1943 wurde er wieder nach Wien verlegt. Am 23./24. November fand dort der Prozess vor dem Volksgerichtshof statt, bei dem ihm „Mithilfe bei Vorbereitung zum Hochverrat“ und „Nichtanzeige von verbrecherischen Umtrieben“ vorgeworfen wurde. Wegen Verletzung der Anzeigepflicht wurde er zu zwei Jahren Gefängnis verurteilt. Im Mai 1944 sollte er laut Angabe von Karl Ebner in das KZ Dachau verlegt werden, Ebner ließ aber bei Fried „Haftunfähigkeit“ feststellen, so dass Fried am 23. Mai 1944 entlassen wurde. Er zog auf Anraten Ebners vorsichtshalber vorübergehend nach Großpriesen. Im September 1944 kehrte er nach Wien zurück, wo er zurückgezogen lebte und keine öffentlichen Funktionen wahrnahm. Allerdings trat er wieder mit Widerstandskreisen (um die O5) in Kontakt.
Nach Ende der NS-Herrschaft beauftragte Kardinal Theodor Innitzer Fried damit, die Katholische Aktion (KA) in Wien wieder aufzubauen. Mit seinem Verbindungsbruder Karl Rudolf war er sich über die Ausrichtung der KA uneinig: Fried favorisierte freie katholische Verbände, während Rudolf für eine hierarchischere Organisationsform eintrat und sich damit durchsetzte. Fried widmete sich danach anderen Aufgaben und wurde Herausgeber der Wiener Kirchenzeitung und Leiter des Wiener Dom-Verlags. Daneben wurde er Aufsichtsratsvorsitzender der Bau- und Siedlungsgenossenschaft „Frieden“. Weiters baute er nach Kriegsende die Pfarrkirche Eibesthal, die durch Kriegsereignisse zerstört worden war, wieder auf.
1952 wurde Fried infulierter Domscholaster und erhielt den Titel Apostolischer Protonotar; ein Jahr später wurde er infulierter Domkantor. Daneben bekleidete er noch zahlreiche weitere kirchliche Funktionen und war Richter am Metropolitangericht.
In Folge einer Finanzaffäre trat er 1959 von allen Ämtern zurück. Am 18. Mai 1967 starb Fried im Alter von 81 Jahren in Wien und wurde daraufhin im elterlichen Grab beigesetzt.

## Werke (Auswahl)
- Heilige, die durch Wien gingen. Reinhold, Wien 1935.
- Die heiligen Nothelfer. Verlag der Missionsgesellschaft „Königin der Apostel“, Wien 1938.
- Nationalsozialismus und katholische Kirche in Österreich. Wiener Dom-Verlag, Wien 1947.